# Ashamed of Parents
Ashamed of Parents er en amerikansk stumfilm fra 1921 af Horace G. Plympton.

## Medvirkende
- Charles Eldridge som Silas Wadsworth
- Jack Lionel Bohn som Arthur Wadsworth
- Edith Stockton som Marian Hancock
- Walter McEvan som Albert Grimes
- William J. Gross som Peter Trotwood